# Zanobi da Strada

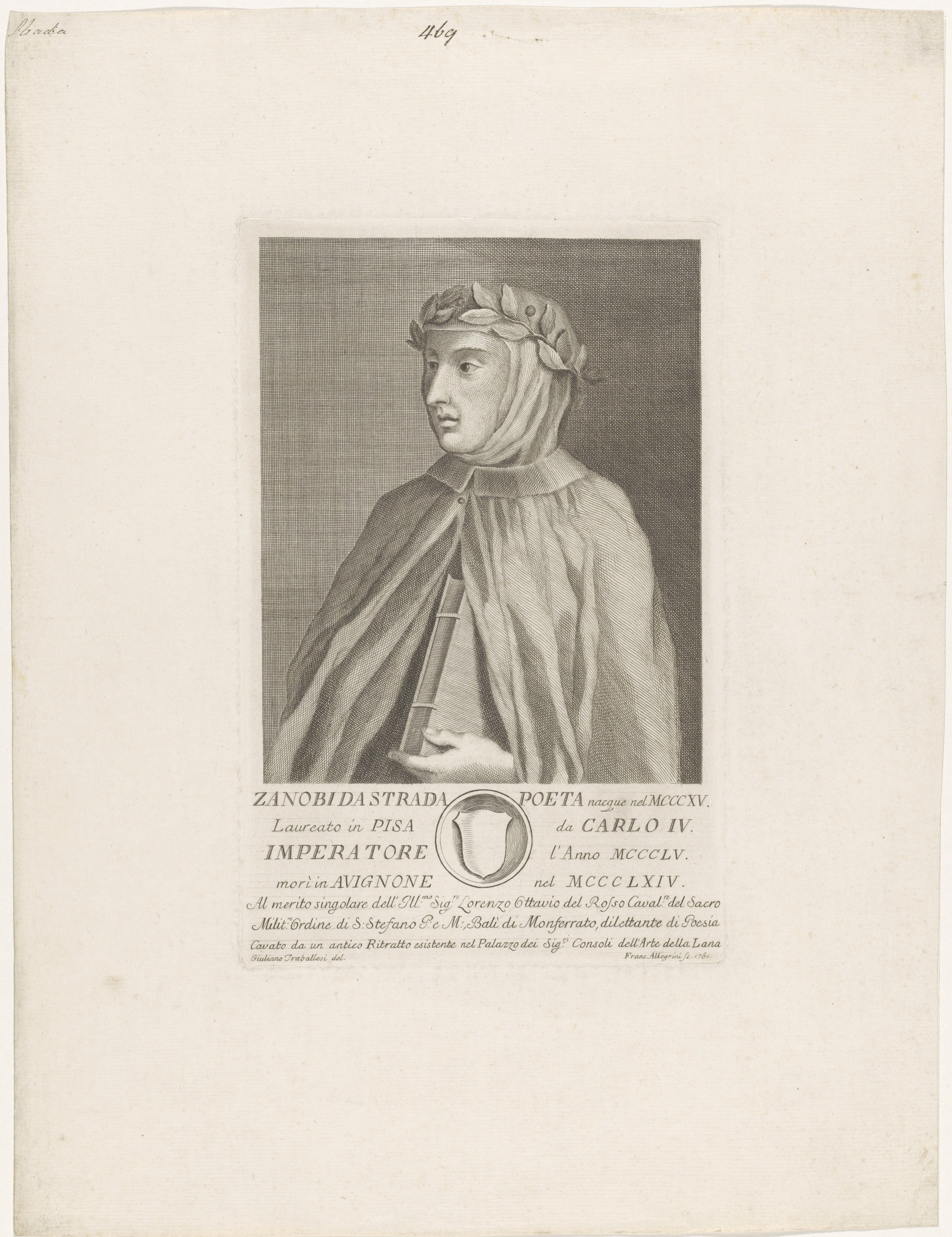
Zanobi da Strada

Zanobi da Strada (* 1312 nahe Florenz; † 1361 in Avignon) war ein italienischer Dichter und Humanist und gründete mit Giovanni Boccaccio und anderen florentinischen Gelehrten eine literarische Gesellschaft.
Sein Vater war Giovanni di Domenico Mazzuoli da Strada, der erste Lehrer des jungen Giovanni Boccaccio. Ab 1335 war er Universitätsprofessor der lateinischen Grammatik in Florenz. Ferner war er ein politischer Sekretär des Königs von Neapel. Ende 1349 stand er im Dienst von Niccolò Acciaiuoli aus der Familie Acciaiuoli. 1350 wurde er Freund von Francesco Petrarca bei dessen Reise nach Florenz. 1355 wurde er von Kaiser Karl IV. in Pisa mit der Dichterkrone gekrönt. 1358/59 war er der erste toskanische Humanist, der unter Innozenz VI. dauerhaft am päpstlichen Kanzleigericht als Apostolischer Protonotar beschäftigt wurde. Urban V. berief später Francesco Bruni aus Florenz zum päpstlichen Sekretär nach Avignon. 
Wie Petrarca mit seinem unvollendeten Epos Africa wollte auch Zanobi den römischen Feldherrn Publius Cornelius Scipio Africanus in einer Dichtung verherrlichen, doch habe er, so heißt es, auf die Fertigstellung und Veröffentlichung verzichtet, als er von Petrarcas Plan  erfuhr.
Zu seiner Zeit war Zanobi so berühmt, dass er nach einem Beschluss von 1396 neben Accorso, Dante, Petrarca und Boccaccio ein Prachtgrab im Dom von Florenz bekommen sollte.